# وضع بشر (نقاشی)
وضع بشر (به انگلیسی: The Human Condition)؛ (به فرانسوی: La condition humaine) معمولاً به دو تابلوی نقاشی رنگ روغن مشابه اشاره می‌کند که اثر رنه ماگریت نقاش سورئالیست بلژیکی هستند. یکی در سال ۱۹۳۳ به پایان رسید که در مجموعه گالری ملی هنر در واشینگتن، دی.سی. نگهداری می‌شود و دومی در سال ۱۹۳۵ تکمیل شد و اکنون بخشی از مجموعه سیمون سپریر در ژنو سوئیس است.
تعدادی طراحی نیز به همین نام وجود دارد که یکی از آن‌ها که در موزه هنر کلیولند نگهداری می‌شود.